# Ditrichocorycaeus brehmi
Ditrichocorycaeus brehmi is een eenoogkreeftjessoort uit de familie van de Corycaeidae. De wetenschappelijke naam van de soort is voor het eerst geldig gepubliceerd in 1910 door Steuer.